# Új-zélandi sólyom
Az új-zélandi sólyom  (Falco novaeseelandiae) a madarak osztályának sólyomalakúak (Falconiformes) rendjéhez, azon belül  a sólyomfélék (Falconidae) családjához tartozó faj.

## Előfordulása
Új-Zéland szigetein honos. A természetes élőhelye mérsékelt övi erdők, bokrosok és gyepek, valamint legelők.

## Megjelenése
A hím testhossza 43 centiméter, testtömege 300 gramm, a tojó 47 centiméter és 500 gramm.
|  |  |

## Életmódja
Kisebb állatokkal táplálkozik.